# Polyodaspis endogena
Polyodaspis endogena är en tvåvingeart som beskrevs av Meijere 1938. Polyodaspis endogena ingår i släktet Polyodaspis och familjen fritflugor. Inga underarter finns listade i Catalogue of Life.